# Wexford GAA
Le Wexford County Board of the Gaelic Athletic Association, ou plus simplement Wexford GAA, est une sélection de sports gaéliques basée dans la province du Leinster. Elle est responsable de l’organisation des sports gaéliques dans le Comté de Wexford et des équipes qui le représente dans les rencontres inter-comtés. Le comité a été fondé en 1889.

## Histoire
Wexford est l'une des plus grandes équipes de football de l'histoire de la GAA dans les années 1910, remportant six titres consécutifs du Leinster Senior Football Championship. A la même époque c'est aussi la première équipe à gagner quatre titres consécutifs du All-Ireland Senior Football Championship.

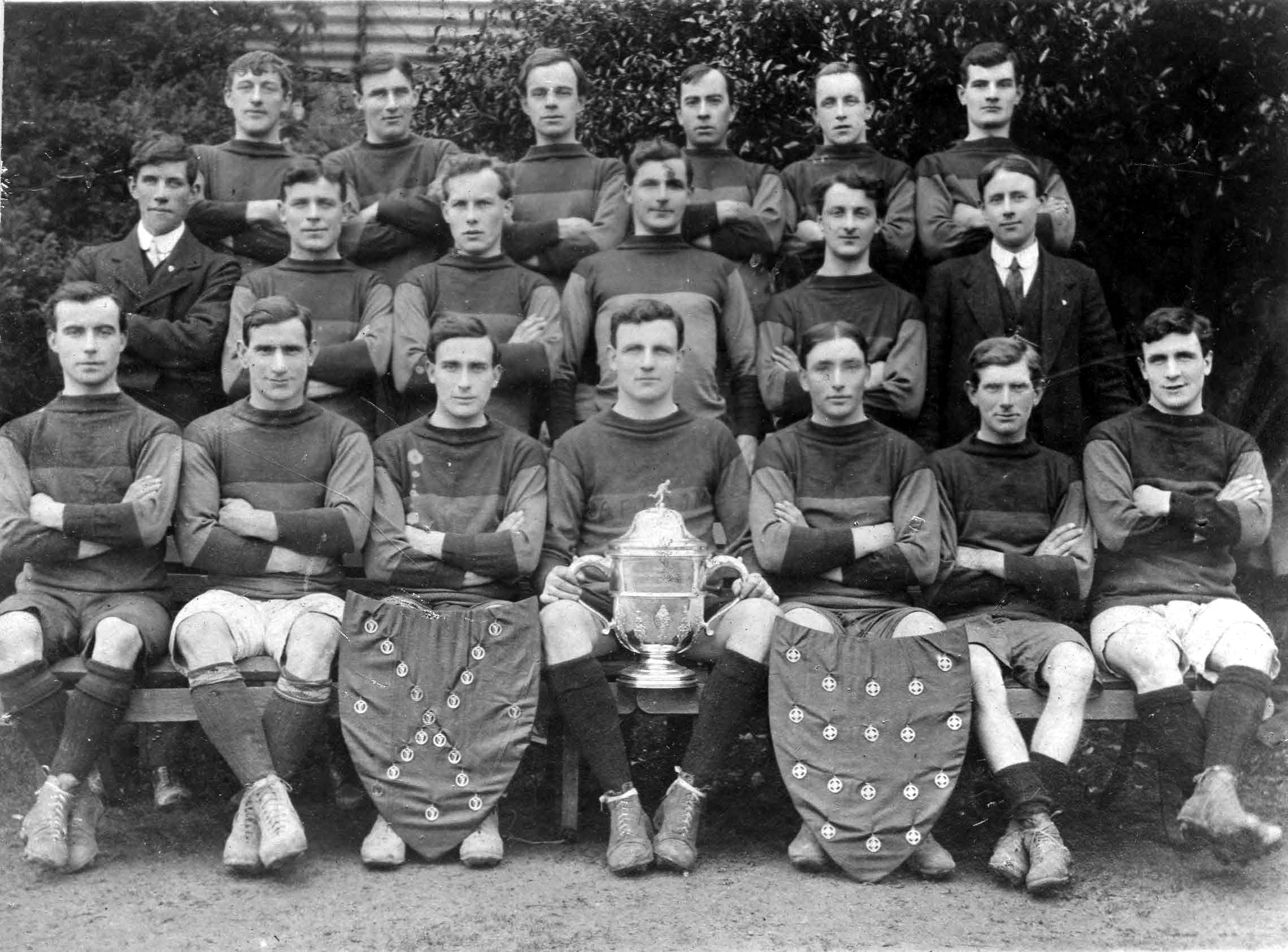
Équipe de Wexford vainqueur du All-Ireland Senior Champions 1916

Le dernier grand succès footballistique de Wexford est le titre de champion du Leinster en 1945. À partir de ce moment-là, le hurling prend le dessus dans le Comté de Wexford.

## Palmarès

### Football gaélique
- All-Ireland Senior Football Championships : 5
  - 1893, 1915, 1916, 1917, 1918
- Leinster Senior Football Championships : 10
  - 1890, 1893, 1913, 1914, 1915, 1916, 1917, 1918, 1925, 1945

### Hurling
- All-Ireland Senior Hurling Championships : 6
  - 1910, 1955, 1956, 1960, 1968, 1996
- Ligue nationale de hurling : 4
  - 1956, 1958, 1967, 1973
- Leinster Senior Hurling Championships : 19
  - 1890, 1891, 1899, 1901, 1910, 1918, 1951, 1954, 1955, 1956, 1960, 1962, 1965, 1968, 1970, 1976, 1977, 1996, 1997, 2004

### Camogie
- All-Ireland Senior Camogie Championships : 4
  - 1968, 1969, 1975, 2007
- Ligue nationale de Camogie : 2
  - 1977, 1978

## Source
- (en) Raymond Smith, The Football Immortals : A Comprehensive History of Gaelic Football, Bruce Spicer, 1968 (ISBN 9780950114705), Chapitre 4 - Wexford's Four-in-a-row.